# Yenibağlar, Bozkurt
Yenibağlar là một xã thuộc huyện Bozkurt, tỉnh Denizli, Thổ Nhĩ Kỳ. Dân số thời điểm năm 2010 là 331 người.